# Atina
Atina è un comune italiano di 4 082 abitanti della provincia di Frosinone nel Lazio.

## Geografia fisica

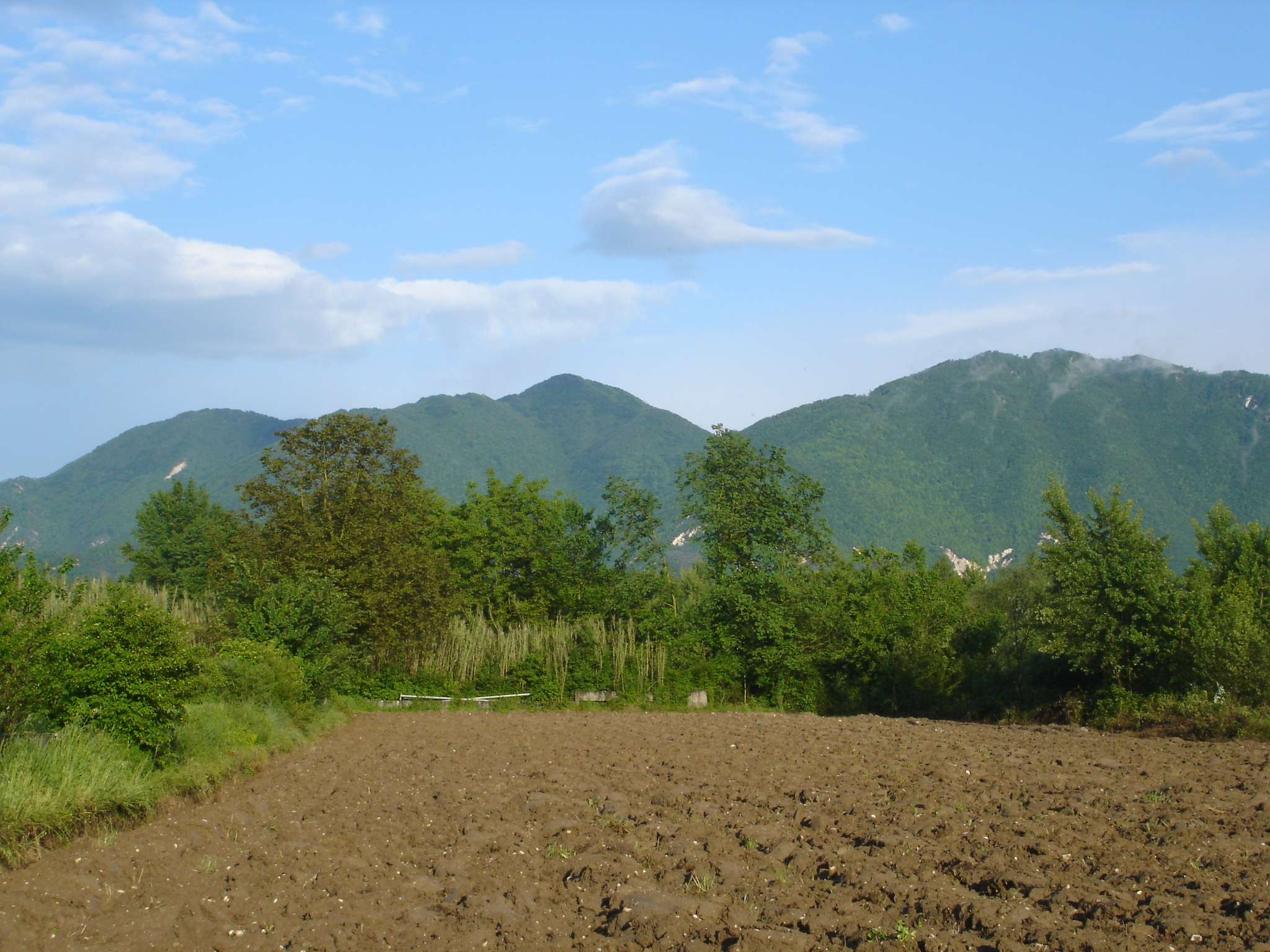
I Monti Bianchi situati nel territorio di Villa Latina.

### Territorio
La città occupa buona parte di una collina che si sviluppa nella Valle di Comino al margine occidentale di un complesso montuoso di dolomie bianche, detto Monti Bianchi, che culmina in località il Colle (430 m s.l.m.) propaggine occidentale del centro storico di Atina.
Se la città antica è completamente arroccata su un colle che agli antichi doveva apparire inespugnabile, per cui fu detta da Virgilio Atina potens, edifici moderni e complessi residenziali si sono sviluppati nella sottostante valle del Melfa dando vita ad un vero e proprio centro abitato speculare: Ponte Melfa.
Una serie di politiche urbanistiche dal dopoguerra hanno favorito il collocamento di diverse sedi comunali e servizi nella pianura sottostante il centro storico dando vita così all'unico vero e proprio polo commerciale della Valle di Comino.
Il resto del territorio comunale racchiude nel suo perimetro un paesaggio piuttosto variegato; a sud presso il valico Cancello-Capo di China (504 m s.l.m.) sullo spartiacque tra Melfa e Rapido passa il confine con Belmonte Castello che prosegue verso ovest sui monti di Montattico fino ad includere il Pizzo del Prato Caselle (1365 m s.l.m.) e l'altopiano carsico de la Soda.
La linea quindi continua verso nord, lungo la pianura del Melfa (340 m s.l.m. circa) dove lambisce le colline di Gallinaro fino a Rosanisco dove, a est, incontrato il comune di Villa Latina, risale sui Monti Bianchi, e senza raggiungere le cime, torna al Capo di China.
Un piccolo corso d'acqua, oltre il Melfa, entra nel suo territorio presso la frazione Le Sode: il Rio Molle.

#### Geologia e geomorfologia
L'area che ricade nel territorio di Atina può essere suddivisa in quattro zone principali.
- Dolomie dei Monti Bianchi
- Calcari avana del gruppo di Montattico
- Marne di Gallinaro
- Depositi alluvionali lungo il Melfa

| Rilievi e cime principali |         |                |                                              |
| Nome                      | Altezza | Coordinate     | Gruppo montuoso                              |
| Pizzo del Prato Caselle   | 1365    | 41°51', 13°76' | Montattico                                   |
| Monte Prato               | 1087    | 41°61',13°77'  | Montattico                                   |
| Il Monte                  | 722     | 41°61',13°81'  | Monti Bianchi                                |
| Monte Cicuto              | 652     | 41°62',13°76'  | Montattico                                   |
| Colle Santo Stefano       | 577     | 41°61',13°80'  | Monti Bianchi (a ridosso del centro storico) |

### Clima
Secondo i dati medi del trentennio 1961-1990, la temperatura media del mese più freddo, gennaio, si attesta a +4,5 °C, mentre quella del mese più caldo, agosto, è di +23,3 °C.
| Atina              | Mesi | Mesi | Mesi | Mesi | Mesi | Mesi | Mesi | Mesi | Mesi | Mesi | Mesi | Mesi | Stagioni | Stagioni | Stagioni | Stagioni | Anno |
| Atina              | Gen  | Feb  | Mar  | Apr  | Mag  | Giu  | Lug  | Ago  | Set  | Ott  | Nov  | Dic  | Inv      | Pri      | Est      | Aut      | Anno |
| ------------------ | ---- | ---- | ---- | ---- | ---- | ---- | ---- | ---- | ---- | ---- | ---- | ---- | -------- | -------- | -------- | -------- | ---- |
| T. max. media (°C) | 8,9  | 10,6 | 11,2 | 16,2 | 20,3 | 25,4 | 28,9 | 29,1 | 24,9 | 19,2 | 13,3 | 10,3 | 9,9      | 15,9     | 27,8     | 19,1     | 18,2 |
| T. min. media (°C) | −0,2 | 1,1  | 3,4  | 6,0  | 10,5 | 15,2 | 17,5 | 17,6 | 15,2 | 10,8 | 5,0  | 1,6  | 0,8      | 6,6      | 16,8     | 10,3     | 8,6  |

## Storia

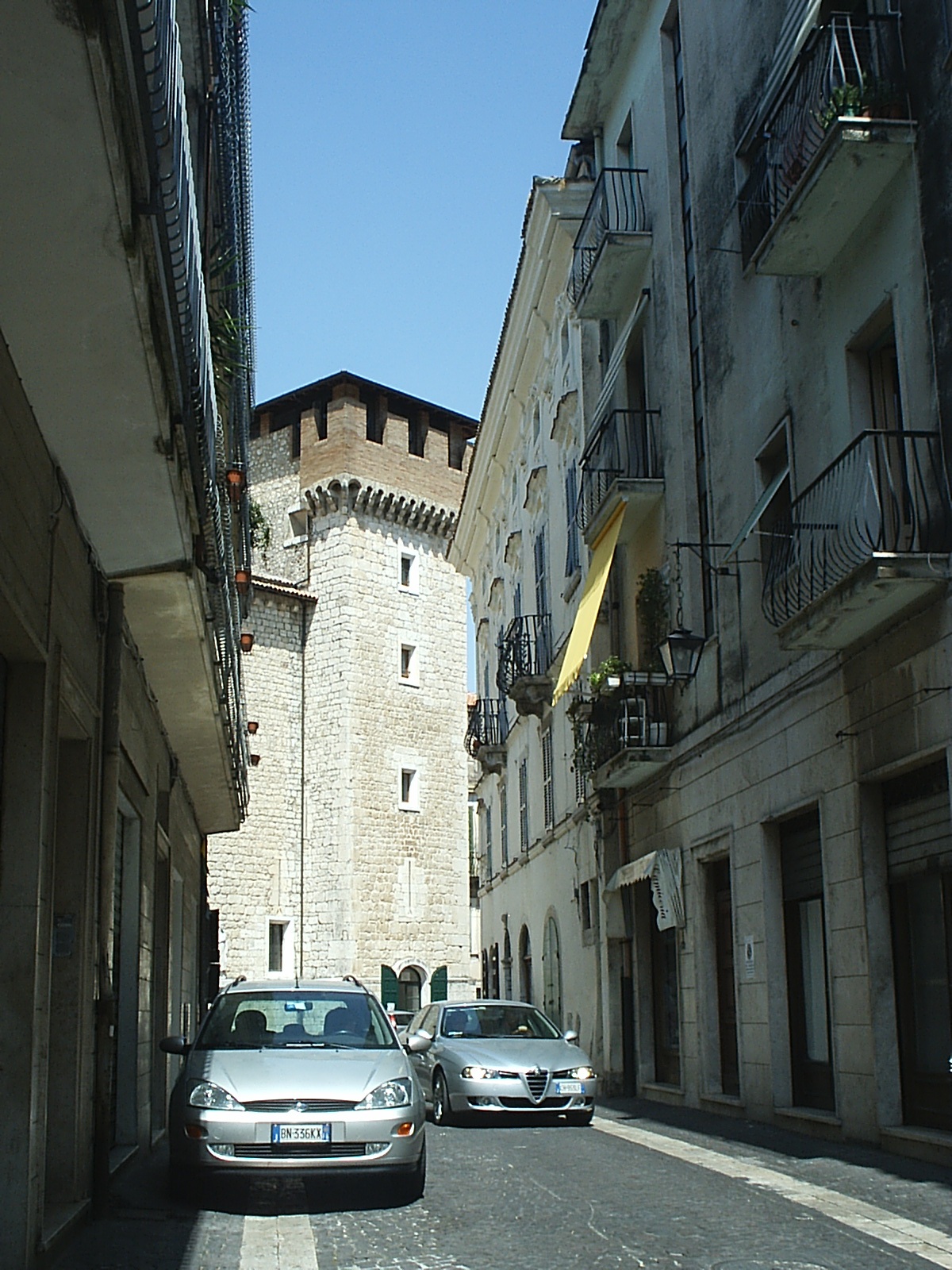
Il palazzo ducale di Atina.

### Origini
La leggenda attribuisce ad Atina origini antichissime: sarebbe stata fondata da Saturno nella mitica età dell'oro, insieme ad altre 5 città del Lazio che cominciano con la lettera A e dette, appunto, città saturnie. Le fonti storiche e letterarie attestano con ragionevole certezza la sua esistenza in età preromana: è noto che in un passo dell'Eneide Virgilio la inserì tra le città che prepararono le armi in soccorso di Turno contro Enea.

### Storia antica
Con tutta probabilità fu una città volsca, posta lungo la strada che congiungeva Sora con Casinum. Nel IV secolo a.C., quando al limitare della Valle del Liri la crescente potenza dei Sanniti viene in contatto con la presenza romana, la troviamo tra le città della Lega Sannitica, quasi certamente appartenente alla grande tribù dei Pentri, come Alife, Cassino e Venafro. Atina aveva un ruolo importante non solo per le vie di comunicazione tra Sannio, Campania e basso Lazio, ma anche per la vicinanza alle miniere di ferro del monte Meta Conquistata dai Romani nel corso delle guerre sannitiche e inserita nella tribù Teretina, divenne prefettura e poi municipio. Fornì alla repubblica e all'impero validi amministratori e militari, soprattutto dopo la conclusione della guerra sociale nel 90 a.C. e la definitiva acquisizione della cittadinanza romana: Cicerone la definisce "Atina madre di molti uomini illustri, tanto che nessuna città d'Italia può dirsi più ricca". Nell'organizzazione territoriale di Augusto fu inclusa nella Regio I Latium et Campania.

### Medioevo

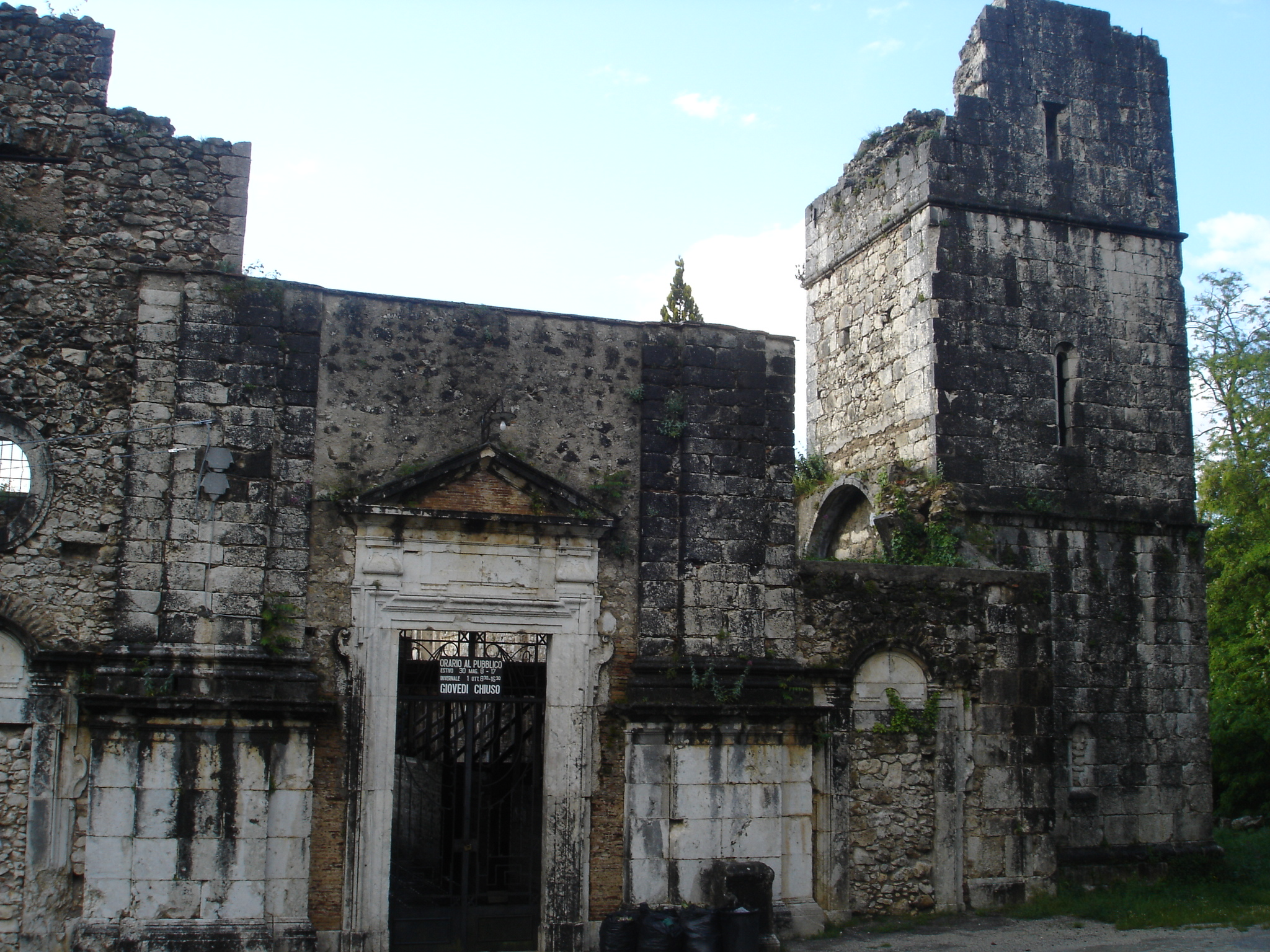
La chiesa di San Marco e ruderi romani.

Distrutta dai Longobardi, fu ricostruita nel 626 ed entrò a far parte del Ducato di Benevento; nell'800 risulta sede vescovile, come si legge in un Diploma di Carlo Magno che ne descrive dettagliatamente l'estensione territoriale. Fece poi parte della contea di Capua ed infine del regno unificato dai Normanni, il Regno di Sicilia e poi del Regno di Napoli e delle Due Sicilie. Fece parte da allora e fino al 1860 della provincia di Terra di Lavoro. Alla fine del secolo XII fa parte dei domini di Montecassino; in seguito rientra nei possessi dei conti d'Aquino. Nel 1349 fu distrutta da un rovinoso terremoto e ricostruita qualche decennio dopo. Come buona parte della Valle di Comino fu inserita nella Contea di Alvito e poi Ducato di Alvito, sotto i Cantelmo, i Folch de Cardona e i Gallio, sia pure con una sua peculiare fisionomia cittadina.

### Età moderna e contemporanea

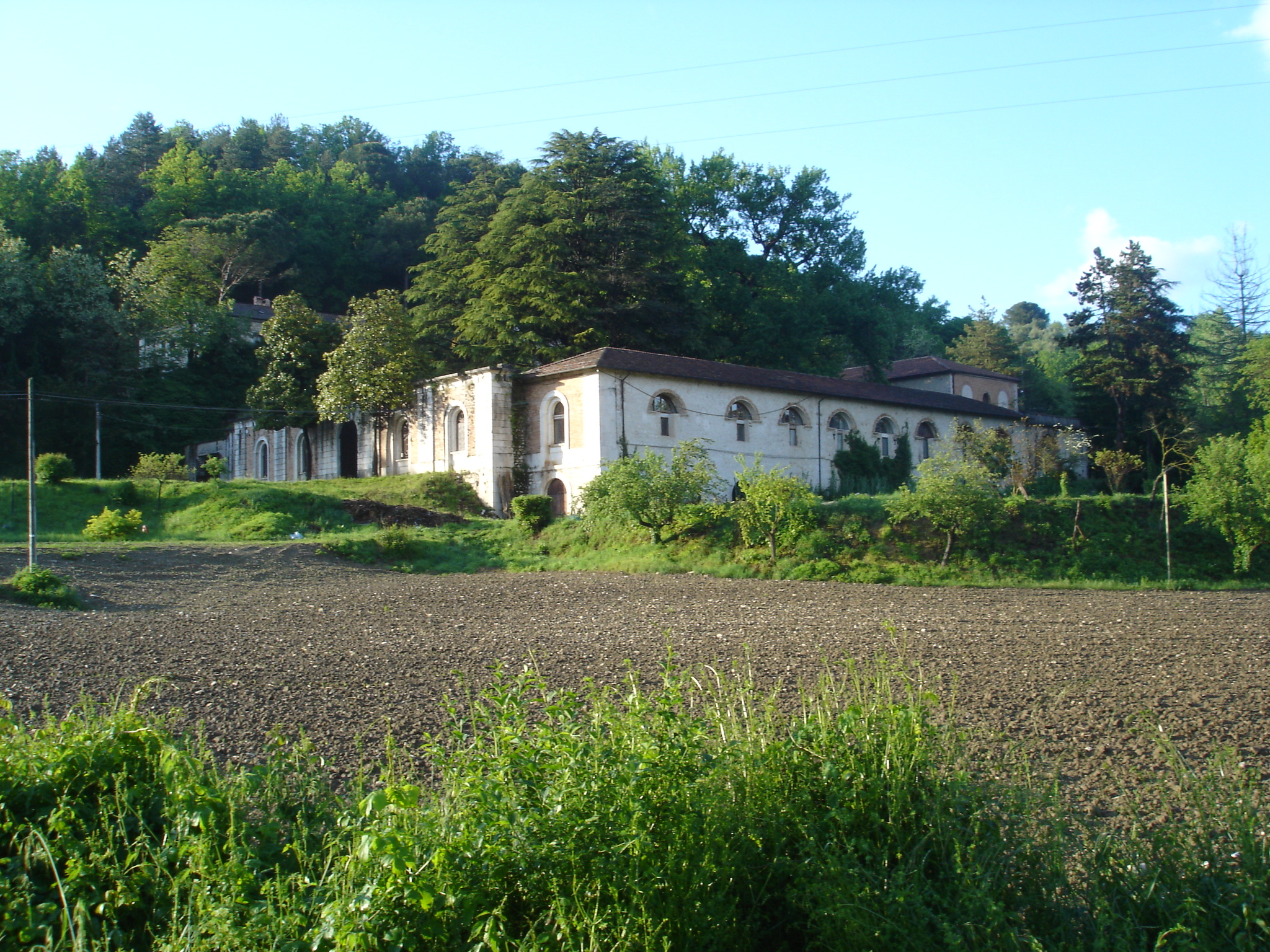
La ferriera Mancini di Rosanisco.

All'iniziativa dei Visocchi è dovuta l'introduzione della cartiera nel 1845 e, sul finire del secolo, della connessa centrale idroelettrica di Castellone, nel territorio di Picinisco, che sfruttava la caduta delle acque del Melfa attraverso una condotta forzata. Lo sfruttamento delle miniere di ferro (prevalentemente limonite) del Meta, a cui la storia di Atina e della Valle di Comino è legata fin dalla più remota antichità, continuò con alterne vicende anche nell'epoca moderna, ed ebbe una ripresa a partire dal 1774, con la costruzione di una ferriera nel Santuario di Canneto, chiusa nel 1799 durante l'occupazione francese. Nel 1852 il governo borbonico pensò ad uno sfruttamento deciso delle risorse minerarie della zona, con la costruzione della Magona o Ferriera in località Rosanisco. Questo progetto, che era in fase di completamento, si fermò dopo l'occupazione piemontese del 1861.

### Simboli
Lo stemma è stato riconosciuto con decreto del capo del governo del 18 febbraio 1934.
Il gonfalone è un drappo di azzurro.

## Monumenti e luoghi d'interesse

### Architetture religiose
- Chiesa di Santa Maria Assunta

### Architetture civili
Palazzo Cantelmo
Palazzo Cantelmo, detto anche palazzo ducale, fu costruito dopo il terremoto del 1349, nello stesso luogo dove era posta la rocca dei d'Aquino. Attualmente è sede del comune. Ha avuto nel corso del tempo diversi restauri. La facciata presenta 2 torrioni, di cui solo il destro è compiuta, bifore gotiche e rosoni. Sul portone d'ingresso è raffigurato un bassorilievo romano. All'interno è presente la cappella di Sant'Onofrio. Davanti alla facciata c'è una statua togata di epoca romana; nel cortile interno si trovano diverse epigrafi e resti di colonne.

### Siti archeologici
Mura poligonali e resti di epoca romana
Avanzi di mura poligonali - costruite in tempi diversi con varie tipologie (3 maniere)- si riscontrano nel centro e nelle zone adiacenti. Al di là degli aspetti leggendari, relativi sia alla datazione che all'estensione, sono comunque databili con buona approssimazione tra il VII e il II secolo a.C. Della grande Porta aurea oggi resta solo la denominazione. In piazza Garibaldi è visibile il cippo funerario del monumento funebre di Lucio Elio Aurelio Commodo. Diverse iscrizioni romane si trovano incorporate nei palazzi del centro storico, mentre nella zona cimiteriale di San Marco ci sono gli avanzi di una domus romana. Sul sito del tempio di Giove sembra certo che sia stata costruita la chiesa di San Pietro, analogamente alla cattedrale edificata sul sito del tempio di Saturno. Le tombe romane visibili, che in una mappa del 1910 risultavano 22, sono 3.

## Società

### Evoluzione demografica
Abitanti censiti

### Religione

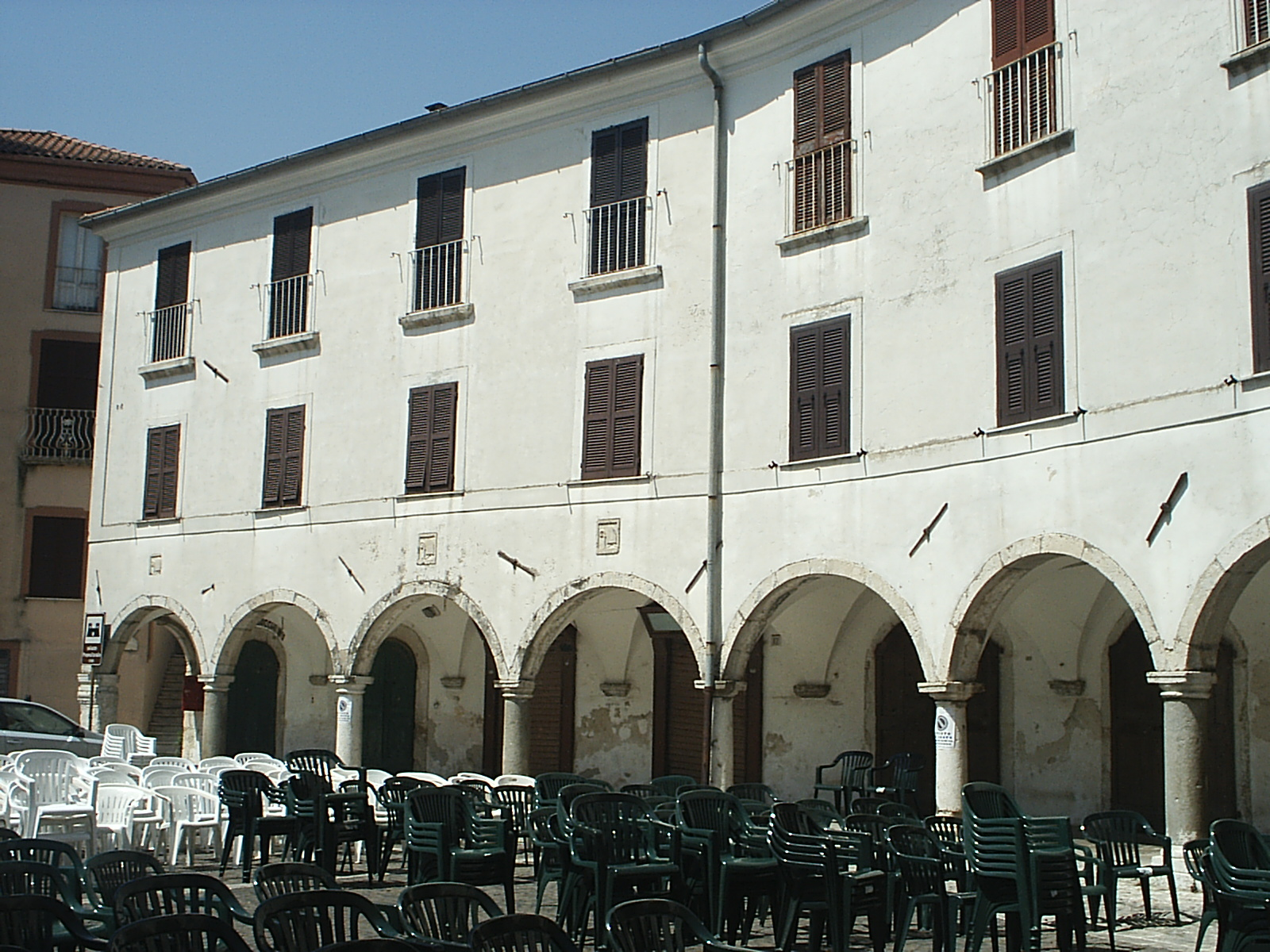
Il palazzo del vescovato.

#### Vicende storiche circa la diocesi e la prepositura
Dal XII secolo al 1977 Atina è stata sede di una circoscrizione ecclesiastica cattolica con il titolo di prepositura nullius di Atina (in latino: Praepositura nullius Atinensis). Con il decreto Ad Casinum Montem della Congregazione per i vescovi del 21 marzo 1977, la prepositura di Atina fu soppressa e il suo territorio annesso all'abbazia territoriale di Montecassino.

## Cultura

### Istruzione

#### Musei
- Museo Civico e Biblioteca

Hanno sede in corso Vittorio Emanuele. Il museo, con cinque sale di esposizione, conserva reperti provenienti da Atina e da paesi circostanti della Valle di Comino, come le località Omini morti di San Biagio Saracinisco e di Pescarola di Casalvieri. Il materiale archeologico consiste in iscrizioni, ceramica preromana e romana, mosaici, sepolture con corredo funerario. Notevoli tre affreschi del XIV secolo provenienti dal palazzo ducale. La Biblioteca è ricca di volumi di notevole interesse per la storia e l'archeologia della Valle di Comino.
- Museo Académie Vitti

## Economia
Grazie anche alla prossimità dei fiumi Melfa e Mollarino, Atina ha sviluppato una notevole attività agricola, con prodotti di qualità come l'olio di oliva, il vino, i fagioli cannellini.
A partire dall'inizio dell'Ottocento l'impegno riformatore della famiglia Visocchi ha comportato l'introduzione in viticultura di criteri di allevamento razionali e di vitigni selezionati, come il cabernet, per la produzione di vini di cui è oggi certificata la denominazione di origine controllata Atina DOC.

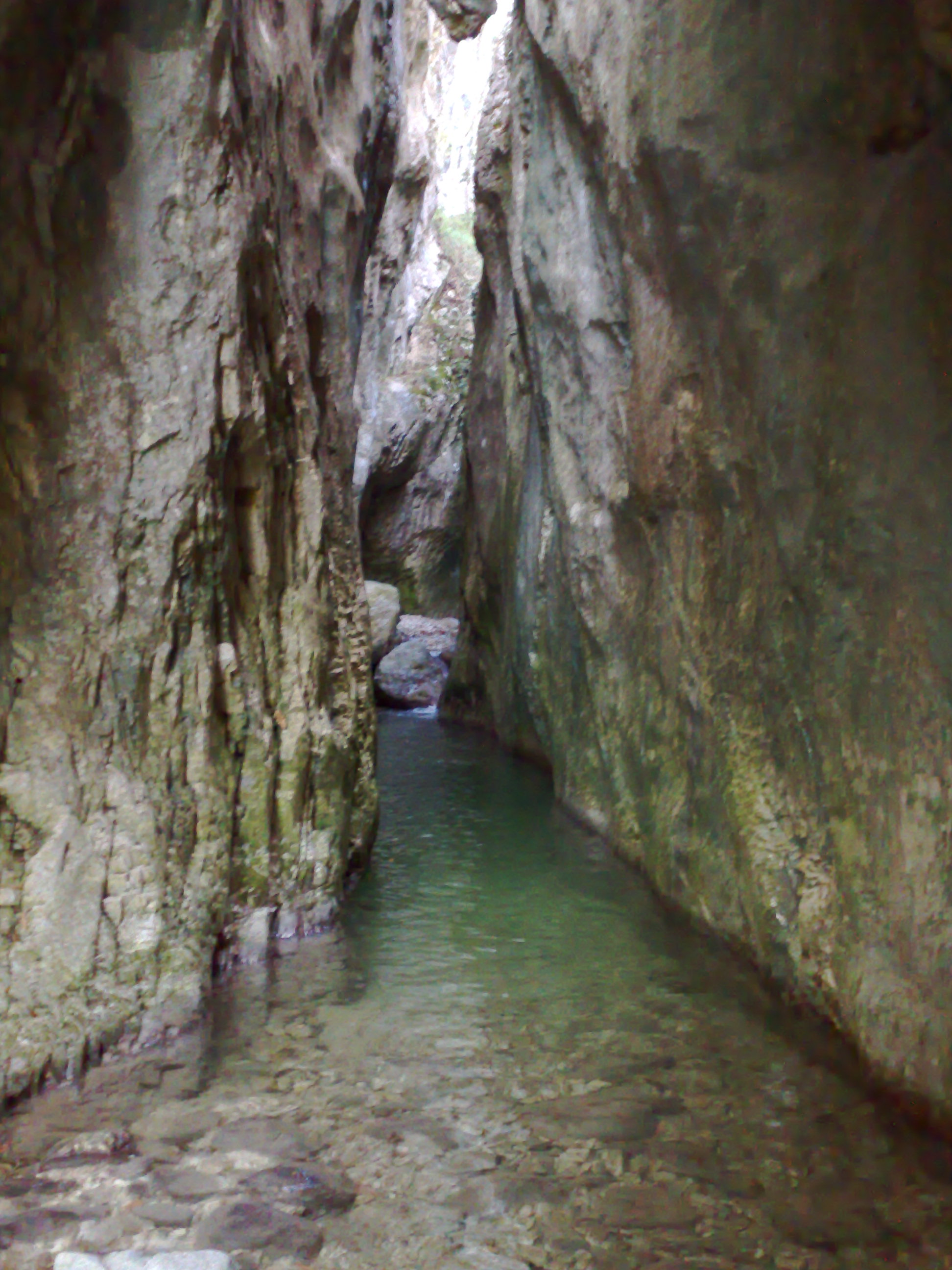
Il fiume Mollarino

Tra le attività economiche più tradizionali, diffuse e rinomate vi sono quelle artigianali, come la lavorazione del rame finalizzata a scopi artistici.
Di seguito la tabella storica elaborata dall'Istat a tema Unità locali, intesa come numero di imprese attive, ed addetti, intesi come numero di addetti delle imprese locali attive (valori medi annui).
|           | 2015                  |                              |                            |                |                       |                     | 2014                  |                | 2013                  |                |
| --------- | --------------------- | ---------------------------- | -------------------------- | -------------- | --------------------- | ------------------- | --------------------- | -------------- | --------------------- | -------------- |
|           | Numero imprese attive | % Provinciale Imprese attive | % Regionale Imprese attive | Numero addetti | % Provinciale Addetti | % Regionale Addetti | Numero imprese attive | Numero addetti | Numero imprese attive | Numero addetti |
| Atina     | 452                   | 1,35%                        | 0,1%                       | 991            | 0,93%                 | 0,06%               | 483                   | 1.050          | 483                   | 1.078          |
| Frosinone | 33.605                |                              | 7,38%                      | 106.578        |                       | 6,92%               | 34.015                | 107.546        | 35.081                | 111.529        |
| Lazio     | 455.591               |                              |                            | 1.539.359      |                       |                     | 457.686               | 1.510.459      | 464.094               | 1.525.471      |

Nel 2015 le 452 imprese operanti nel territorio comunale, che rappresentavano l'1,35% del totale provinciale (33.605 imprese attive), hanno occupato 991 addetti, lo 0,93% del dato provinciale; in media, ogni impresa nel 2015 ha occupato poco più di due addetti (2,19).

### Turismo
Atina ha ricevuto la Bandiera Arancione, il certificato di eccellenza turistico-ambientale del Touring Club Italiano.
Altresì, il comune di Atina è entrato a far parte de I borghi più belli d'Italia.

## Amministrazione
Nel 1927, a seguito del riordino delle circoscrizioni provinciali stabilito dal regio decreto n. 1 del 2 gennaio 1927, per volontà del governo fascista, quando venne istituita la provincia di Frosinone, Atina passò dalla provincia di Caserta a quella di Frosinone.
| Periodo        | Periodo        | Primo cittadino | Partito                         | Carica  | Note |
| -------------- | -------------- | --------------- | ------------------------------- | ------- | ---- |
| 27 maggio 2003 | 14 aprile 2008 | Natale Cerri    | lista civica                    | Sindaco |      |
| 15 aprile 2008 | 26 maggio 2013 | Fausto Lancia   | lista civica Atina è            | Sindaco |      |
| 27 maggio 2013 | 9 giugno 2018  | Silvio Mancini  | lista civica In Atina           | Sindaco |      |
| 10 giugno 2018 | 14 maggio 2023 | Adolfo Valente  | lista civica Atina bene comune  | Sindaco |      |
| 15 maggio 2023 | in carica      | Pietro Volante  | lista civica Progetto per Atina | Sindaco |      |

### Altre informazioni amministrative
- Fa parte della Comunità montana Valle di Comino
- Fa parte dell'Unione dei comuni "Cominium"